# 에리카 알렉산더
에리카 알렉산더(Erika Alexander, 1969년 11월 19일 ~ )는 미국의 배우, 작가, 제작자, 사회운동가이다.

## 출연 작품

### 영화
- 풀 프론탈 (2002)
- 데자뷰 (2006)
- 겟 아웃 (2017)
- 아메리칸 픽션 (2023)

### 텔레비전
- 코스비 가족 만세 (1990-92)